# Ijuhya
Ijuhya — рід грибів родини Bionectriaceae. Назва вперше опублікована 1899 року.